# Christian Kaden
Christian Kaden (* 16. November 1946 in Dohna; † 11. Dezember 2015 in Berlin) war ein deutscher Musikwissenschaftler und Hochschullehrer.

## Leben und Wirken
Christian Kaden besuchte die Grundschule in Dohna und die Oberschule in Pirna. Dort legte er 1965 das Abitur ab und studierte von 1965 bis 1969 an der Humboldt-Universität Berlin Musikwissenschaft und Ethnologie bei Georg Knepler und Frederick Rose. Nach der Promotion  über musikalische Hirtensignale war er von 1972 bis 1973 als Musikdramaturg am Opernhaus Halle tätig. 1973 vertrat er das Fach Musiksoziologie in Forschung und Lehre an der Humboldt-Universität und habilitierte sich 1983 mit der Arbeit Notation – frühe Mehrstimmigkeit – Komposition.
Es wurden ihm mehrere Forschungsaufenthalte an der Herzog August Bibliothek Wolfenbüttel gewährt. Von 1993 bis zu seiner Pensionierung 2012 war er Professor für Musikwissenschaft an der Humboldt-Universität zu Berlin. 2005 wurde er zum ordentlichen Mitglied der Sächsischen Akademie der Künste (Klasse Musik) berufen, aus der er allerdings 2013 wieder ausgetreten ist.
Zu seinen Schülern gehören u. a. Sebastian Klotz, Bernhard Schrammek und Jin-Ah Kim.

## Gastdozenturen und -professuren
- 1982: Zentrum für Musikforschung und Musikentwicklung Havanna
- 1989: Universidade Nova de Lisboa
- 1992: Universität Graz
- 1992/93: Universität Heidelberg
- 1995: University of Chicago
- 2000: University of Hongkong (Rayson Huang Fellowship)
- 2001: Universität Wien
- 2006: National University Seoul
- 2010: Central Conservatory Peking

## Werke

### Bücher
- Hirtensignale – Musikalische Syntax und kommunikative Praxis. Leipzig 1977.
- Musiksoziologie. Berlin 1984,  Wilhelmshaven 1985, ISBN 3-7333-0045-9.
- Des Lebens wilder Kreis. Musik im Zivilisationsprozeß. Kassel 1993, ISBN 3-7618-1147-0.
- Das Unerhörte und das Unhörbare: Was Musik ist, was Musik sein kann. Kassel 2004, ISBN 3-7618-1513-1.

### Artikel (Auswahl)
- Die Stellung der Berufsmusiker in der Gesellschaft des antiken Griechenland. In: BzMw. Band 11, 1969, S. 47–66.
- Sozialstrukturen als Bewegungsmomente des Musikhörens. In: IRASM. Band 15, 1984, S. 175–202.
- Cultural Diversity: a Challenge to the World of Music. In: the world of music. 31/2 (1989), S. 114–142.
- „Was hat Musik mit Klang zu tun?!“ Ideen zu einer Geschichte des Begriffs „Musik“ und zu einer musikalischen Begriffsgeschichte. In: Archiv für Begriffsgeschichte. Band 32, 1989, S. 34–75.
- Abschied von der Harmonie der Welt. Zur Genese des neuzeitlichen Musik-Begriffs. In: W. Lipp (Hrsg.): Gesellschaft und Musik (Sociologia Internationalis). Beiheft 1, Berlin 1992, S. 27–54.
- Musiksoziologie. In: MGG. 2 (Hrsg. L. Finscher), Bd. 6. Kassel 1997, S. 1618–1670.
- Zeichen. In: MGG. 2 (Hrsg. L. Finscher), Bd. 9. Kassel 1998, S. 2149–2220.
- Music and Sociology: Perspectives, Horizons. In: D. Greer (Hrsg.): Musicology and Sister Disciplines. Oxford 2000, ISBN 0-19-816734-2, S. 273–287.
- „Beamtenarsch“. Vokalitäts-Lyrik im Punk-Rock. In: Festschrift für Martin Geck zum 65. Geburtstag. Dortmund 2001, S. 429–440.
- musiké, musica. In: Ästhetische Grundbegriffe IV. Metzler, Tübingen/Weimar 2003, ISBN 3-476-01658-7, S. 256–275.
- Skandal und Ritual in der Musik. 10 Sätze. In: Joachim Brügge (Hrsg.): Musikgeschichte als Verstehensgeschichte. Festschrift für Gernot Gruber. Tutzing 2004, ISBN 3-7952-1173-5, S. 583–596.
- Musik bei denen, die keine „Musik“ haben. In: M. Beiche, Albrecht Riethmüller (Hrsg.): Musik – Zu Begriff und Konzepten. Stuttgart 2006, S. 57–72.
- Musik und Sprache – ein Problem der Antike und ein Thema zwischen den Kulturen. Festkolloquium der Universität Zürich zum 70. Geburtstag von Peter Gülke, 29. April 2004. In: Schweizer Jahrbuch für Musikwissenschaft. 25 (2005), Bern u. a. 2007, S. 19–35.
- Der ver-rückte Schumann. Horizonte einer historischen Anthropologie der Musik. In: Sapienti numquam sat. Festschrift für Rudolf Flotzinger. (= Anklaenge. 2009). Wien 2009, S. 13–36.
- Musical Notations. Shapes, Functions, Cognitive Principles. In: Ancient Notations of Music and Dance. National Gugak Center, Seoul 2011, S. 48–69.

### Herausgegebene Schriften (Auswahl)
- Buchreihe Musiksoziologie. bislang 16 Bde., Kassel 1996ff. ISBN 3-7618-1351-1   .. ISBN 978-3-7618-1366-9.
- Béla Bartók, Musiksprachen. Aufsätze und Vorträge. Leipzig 1972, ISBN 80-7031-649-7.
- mit Erich Stockmann, Erich Moritz von Hornbostel: Tonart und Ethos. Aufsätze zur Musikethnologie und Musikpsychologie. Leipzig 1986 (2. Auflage. Wilhelmshaven 1999, ISBN 3-7959-0513-3)
- mit Volker Kalisch: Professionalismus in der Musik. Essen 1999, ISBN 3-89206-875-5.
- mit Volker Kalisch: Von Delectatio bis Entertainment. Das Phänomen der Unterhaltung in der Musik. Essen 2000, ISBN 3-89206-089-4.
- mit Volker Kalisch: Musik und Urbanität. Essen 2002, ISBN 3-89206-014-2.
- mit Karsten Mackensen, in Verbindung mit Detlef Giese, Frank Meinhardt, Bernhard Schrammek und Sabine Vogt: Soziale Horizonte von Musik. Ein kommentiertes Lesebuch zur Musiksoziologie. (= Bärenreiter-Studienbücher Musik. Bd. 15). Kassel 2006, ISBN 3-7618-1598-0.